# Сен-Мартен-Везюби
Сен-Марте́н-Везюби́ (фр. Saint-Martin-Vésubie) — коммуна на юго-востоке Франции в регионе Прованс — Альпы — Лазурный берег, департамент Приморские Альпы, округ Ницца, кантон Туррет-Леванс. До марта 2015 года коммуна являлась административным центром одноимённого упразднённого кантона (округ Ницца).
Площадь коммуны — 97,13 км², население — 1331 человек (2006) с тенденцией к стабилизации: 1345 человек (2012), плотность населения — 13,8 чел/км².

## Население
Население коммуны в 2011 году составляло 1322 человека, а в 2012 году — 1345 человек.
| 1962 | 1968 | 1975 | 1982 | 1990 | 1999 | 2004 | 2006 | 2009 | 2011 | 2012 |
| ---- | ---- | ---- | ---- | ---- | ---- | ---- | ---- | ---- | ---- | ---- |
| 1131 | 1047 | 1188 | 1156 | 1041 | 1098 | 1300 | 1331 | 1325 | 1322 | 1345 |

Динамика численности населения:

## Экономика
В 2010 году из 773 человек трудоспособного возраста (от 15 до 64 лет) 514 были экономически активными, 259 — неактивными (показатель активности 66,5 %, в 1999 году — 65,1 %). Из 514 активных трудоспособных жителей работали 460 человек (234 мужчины и 226 женщин), 54 числились безработными (28 мужчин и 26 женщин). Среди 259 трудоспособных неактивных граждан 50 были учениками либо студентами, 115 — пенсионерами, а ещё 94 — были неактивны в силу других причин.
На протяжении 2010 года в коммуне числилось 610 облагаемых налогом домохозяйств, в которых проживало 1145,5 человек. При этом медиана доходов составила 18 тысяч 249 евро на одного налогоплательщика.